# Élodie Nakkach
Nahla Élodie Nakkach (arabisch نهلة إيلودي النقاش, DMG Nahla Īlūdī an-Naqqāš; * 20. Januar 1995 in Limoges, Frankreich) ist eine marokkanisch-französische Fußballspielerin.

## Karriere

### Klub
Bis Sommer 2012 war sie in Frankreich bei der ASJ Soyaux aktiv. Danach wechselte sie zu ESOFV La Roche-sur-Yon, wo sie nun in der Division 2 spielte mit diesen später aber auch in die Division 1 aufstieg. Zur Saison 2016/17 kehrte sie schließlich nach Soyaux zurück, verblieb hier aber nur über den Verlauf dieser einen Spielzeit und schloss sich daraufhin dem FCO Dijon an. Seit der Saison 2021/22 spielte sie in der Schweiz für den Servette FC.

### Nationalmannschaft
Bei einem von der FIFA nicht anerkannten Freundschaftsturnier machte sie im Jahr 2017 ihr Debüt für die marokkanische A-Nationalmannschaft.
Mit dieser nahm sie dann auch am Afrika-Cup 2022 teil, wo sie mit ihrem Team das Finale erreichte, dort jedoch gegen Südafrika unterlag. Dies reichte aber aus, damit sich ihre Mannschaft für die Weltmeisterschaft 2023 qualifizierte.